# Stemma del Victoria

Stemma del Victoria

Lo stemma del Victoria (in lingua inglese, Coat of arms of Victoria) è l'emblema nazionale dell'omonimo Stato federato dell'Australia.
Fu concesso da re Giorgio V del Regno Unito con un royal warrant del 6 giugno 1910 e successivamente modificato con un altro royal warrant del 28 marzo 1973 dalla regina Elisabetta II.
Lo stemma presenta, anzitutto, due figure femminili:
- la donna a destra indossa una veste bianca con un mantello azzurro, sfoggia una capigliatura castana con una corona di alloro e stringe nella mano destra un ramo d'olivo.

Tale figura rappresenta la pace;
- la donna a sinistra indossa una veste bianca con un mantello rosso, sfoggia una capigliatura bionda con una corona di mais e tiene con la mano sinistra una cornucopia traboccante di frutti e spighe.

Tale figura rappresenta la prosperità.
Le due virtù costituiscono anche il motto dello Stato, riportato nella scritta azzurra sul drappo bianco in basso "Peace and prosperity" (pace e prosperità).
Le donne appoggiano le braccia su uno scudo che porta il distintivo ufficiale (State badge) del Victoria: la costellazione della Croce del Sud, raffigurata su sfondo azzurro.
Lo scudo è sormontato da un elmo decorato da un pennacchio azzurro e bianco (colori ufficiali del Victoria) e da un canguro che impugna la Corona di sant'Edoardo (fino alla modifica del 1973, sullo stemma compariva la Corona imperiale di stato).
Infine, le figure femminili e lo scudo si adagiano su un prato, dal quale nascono due fiori di Epacris impressa (ivi nota come "erica rosa"), dal 1958 simbolo floreale del Victoria.
Anche i fiori di erica rosa furono introdotti nel 1973.